# Ted Mosby
Theodore "Ted" Evelynn Mosby (født 25. april 1978) er en fiktiv person i den amerikanske sitcom How I Met Your Mother, spillet af Josh Radnor. Den ældre Ted Mosbys stemme, bliver indtalt af Bob Saget. 

## Historie

### Roommates
Ved seriens begyndelse bor Ted sammen med Marshall og Lilly i New York City i nærheden af 75th Street og Amsterdam Avenue. Marshall er Teds College roommate fra Wesleyan University, og Lilly er kæreste/forlovet/gift med Marshall. Desuden bor Ted i løbet af serien sammen med Robin i lejligheden. 

### Familie
Ted er oprindeligt fra Shaker Heights, Ohio, hvor han vokset op med sin yngre søster, Heather Mosby, og sine forældre, som senere er blevet skilt. Teds mor bliver senere gift med Cliff. 

### Job og uddannelse
Ted er uddannet arkitekt og arbejder i de første sæsoner i et større arkitekt firma i New York. Senere bliver Ted ansat som professor på Columbia University samtidig med at han arbejder på at designe GNBs nye kontor.

### Romantiske forhold

#### Sæson 1
I pilotafsnittet møder Ted Robin, som han forelsker sig i og inviterer på en ikke vellykket date. Ted genoptager et forhold til sin ex-kæreste Natalie, som han tidligere har droppet på hendes fødselsdag, men alligevel lykkes det Ted at overtale hende til at genoptage forholdet for derefter at afslutte forholdet på hendes fødselsdag igen. Ted har et one-night-stand med Trudy. Trudy dukker op i sæson 3 af serien igen. Ted indleder et forhold til Victoria, men forholdet afsluttes dog senere. Ted er på date med Mary, en date som Barney har arrangeret i forbindelse med at Robin skal modtage en TV-pris. Ted tror hun er prostitueret. Ted og Robin slutter sæsonen af med at indlede deres forhold.

#### Sæson 2
Ted har et cirka et år langt forhold til Robin Scherbatsky i sæson 2, men forholdet afsluttes i sæsonfinalen.

#### Sæson 3
Efterfølgende indleder han et forhold til lægen Stella, som han næsten bliver gift med. 

### Moren
I løbet af serien er der forskellige hints til hvem moren er. Det er blandt andet blevet afsløret, at Ted møder hende ved Barney & Robins bryllup, i sidste sæson finder man ud af at hun hedder Tracy McConnell og i 2014 får parret deres første barn datteren Penny, i 2017 føder Tracy deres andet barn sønnen Luke og i 2019-20 gifter de sig. I 2024 dør Tracy.